# Powiat Garwoliński
Der Powiat Garwoliński ist ein Powiat (Kreis) in der Woiwodschaft Masowien in Polen. Der Powiat hat eine Fläche von 1284,3 km², auf der etwa 107.000 Einwohner leben.

## Gemeinden
Der Powiat umfasst vierzehn Gemeinden, davon zwei Stadtgemeinden, drei Stadt-und-Land-Gemeinden und neun Landgemeinden.

### Stadtgemeinden
- Garwolin
- Łaskarzew

### Stadt-und-Land-Gemeinden
- Maciejowice
- Pilawa
- Żelechów

### Landgemeinden
- Borowie
- Garwolin
- Górzno
- Łaskarzew
- Miastków Kościelny
- Parysów
- Sobolew
- Trojanów
- Wilga